# 好香
好香（ここ・1961年4月25日 - ）は日本初の女性ストリートダンサー。現在は、パフォーマンスジャーナリストとして、ショーやイベントのコメンテーター、ソフト開発業務に携わる他、ダンスセラピストとして、教育、スポーツ障害、知的障害、アンチエイジングなどの分野でダンスの幅広い活用を研究、実践。

## 来歴
- 1964年　日本舞踊を若柳幸玉に師事。笠木けいこバレエ研究所入所
- 1971年　空手道剛柔流入門
- 1972年　笠木バレエ団入団
- 1974年　陸上競技、100ｍ走と走り幅跳びで県大会出場
- 1977年　カリフォルニア州に短期英語留学
- 1979年　共立女子大学教育学部入学、上京
- 1980年　ジャズダンスインストラクター活動開始(第一期ジャズダンスブーム)
- 1981年　青山学院大学文学部英米学科編入学。ソウルダンススクール「FunkyJam」入所。エアロビクスインストラクター活動開始(エアロビクスブーム)
- 1982年　ストリートダンスチーム「Funky Jam」メンバーとして活動開始
- 1984年　大学を中退、「Body-Ton」結成。ダンスに専念。短期渡米。「誠一郎(後にTony Teeと改名)」をプロデュース
- 1986年　日本初のストリートダンサー集会「Funky Soul Danceフェスティバル」(別称：第一回全国ダンスバトル大会)をプロデュース。同年、結婚。長期予定で渡米
- 1988年　第一子出産
- 1989年　カリフォルニア州認定法人「Star Dance Connection,Inc」設立
- 1991年　米国永住権取得。Tony Teeをプロダンサーとしてアメリカデビューさせる。ベニスビーチにヒップホップダンススクール開設。※当時のアメリカでは初めてのストリート系ダンススクール
- 1992年　「LAダンス選手権日本オーディション」主催。Tony Tee以外の日本人も本場アメリカのステージに立てるチャンスのプロデュースに力を注ぎ始める
- 1994年　ハゥトゥダンスビデオ「Dance on the Beat」全４巻(日本コロムビア)プロデュース＆ディレクション
- 1995年　東京下北沢にダンススクール開設
- 1996年　大阪心斎橋にダンススクール開設。同年ロサンゼルスに「プロダンサー養成コース」開始
- 1997年　ロサンゼルスカルバーシティにダンススタジオ開設。エクササイズビデオ「ダンスナウ」(AGコーポレーション)プロデュース＆ディレクション
- 1998年　Tony Teeダンスカンパニーロサンゼルス公演、フランス公演プロデュース
- 1999年　カリフォルニア州認定法人「Tony Tee,Inc.」設立。『黒人リズム感の秘密』(郁朋社)を夫と共著し出版。グラミー賞授賞式「マドンナオープニングショー」の一部振付け
- 2000年　西海岸最大のダンススタジオ「TTエンタテイメントアカデミー」開設
- 2004年　「東京シティーロッカーズ」をブロードウェイにブッキング
- 2005年　DVD「Hip Hop Age」キッズ編、ティーン編プロデュース
- 2009年　離婚。「Tony Tee,Inc.」、「TTエンタテイメントアカデミー」閉鎖。同年12月帰国
- 2010年　9月、幻冬舎より『脂肪が燃える Koko’sシェイプダンスダイエット』を出版

## 人物
- 趣味は料理、一人歩き、温泉、ドライヴ

### 家族
- 娘はコレオグラファーのTAMMY LYN。息子はダンサーのジョーイ・ベニー（Joey Beni）。

## 軌跡

### ビデオ
- ハゥトゥダンスビデオ「Dance on the Beat」全４巻(日本コロムビア)

### 執筆
- 『黒人リズム感の秘密』（郁朋社）Tony Teeと共著
- 『脂肪が燃える Koko'sシェイプダンスダイエット』（幻冬舎）

### 振付け
- グラミー賞授賞式「マドンナオープニングショー」の一部振付け(1999年)

### テレビ出演
- 今日感テレビ （RKB毎日放送、2011年3月22日）